# ゲールデン
ゲールデン (ドイツ語: Gehrden, ドイツ語発音: [ˈgeː̯ɐd̩n]) は、ドイツ連邦共和国ニーダーザクセン州ハノーファー広域連合に属す小都市である。

## 地理

### 位置
ゲールデン市はカレンベルガー・ラントに位置している。中核市部の西には、海抜 158 m のブルクベルクを含むゲールデナー・ベルクがある。市内で最も高い山はロネンベルク市ベンテ地区の西とゲールデンのエーヴァーローおよびノルテン地区の東との市境に位置するベンター・ベルクで海抜 179 m である。市街地自体は、海抜 70 - 90 m に位置する。

### 市の構成
ゲールデン市は以下の市区からなる。
| - ゲールデン（中核市部） - レンテ - ノルテン - エーヴァーロー | - ディッテルケ - レッダーゼ - レヴェステ - レンミー |

### 隣接する市町村
ゲールデン市は、北から時計回りに、ゼールツェ、ハノーファー、ロネンベルク、ヴェンニグセン (ダイスター)、バルジングハウゼンと境を接している。

## 歴史

### 先史時代、古代
現在のゲールデン市にあたる地域では青銅器時代にすでに定住がなされていた。2014年に、市の中心から東に約 4 km のグローセス・ネッデルンホルツ住宅地の開発工事で、考古学者がこの時代の建物跡を発見した。地面の色の違いから多数の柱穴が確認できた。それは小さな納屋のような建物と、全長約 30 m のロングハウスのものであった。陶片や動物の骨、火をたいた跡のある集落の痕跡も見つかった。出土品は、当初は正確な年代が不明であったが、集落は約3千年前に形成されたと考えられている。
その後3世紀から7世紀に現在の市域にゲルマン人によるゲールデン集落が成立した。その集落は、市の中心から約 1.3 km 北の産業地区で2010年から2011年に発見された。考古学者たちは、豊かな出土品から、この土地にはゲルマン人のエリートが生活し、東西に通る街道ヘルヴェークを支配していた、と考えている。

### 中世から現在
最初の文献記録は1153年である。ここでは Gerdinum と記述されており、その後 Gerdene、Gherden、Gherdene、Gerde、Herden と表記された。これは「マルシュタット（ディングが開催される場所）の近くの集落」を意味する。1353年に確定した法や「ディングブーヘ」（1359年）以外にも、現在も様々な地名がマルシュタットを指し示している。たとえば「ヒリゲ・カンプ」「アハター・デム・レヒト」「ヴルフヴィンケル」などである。

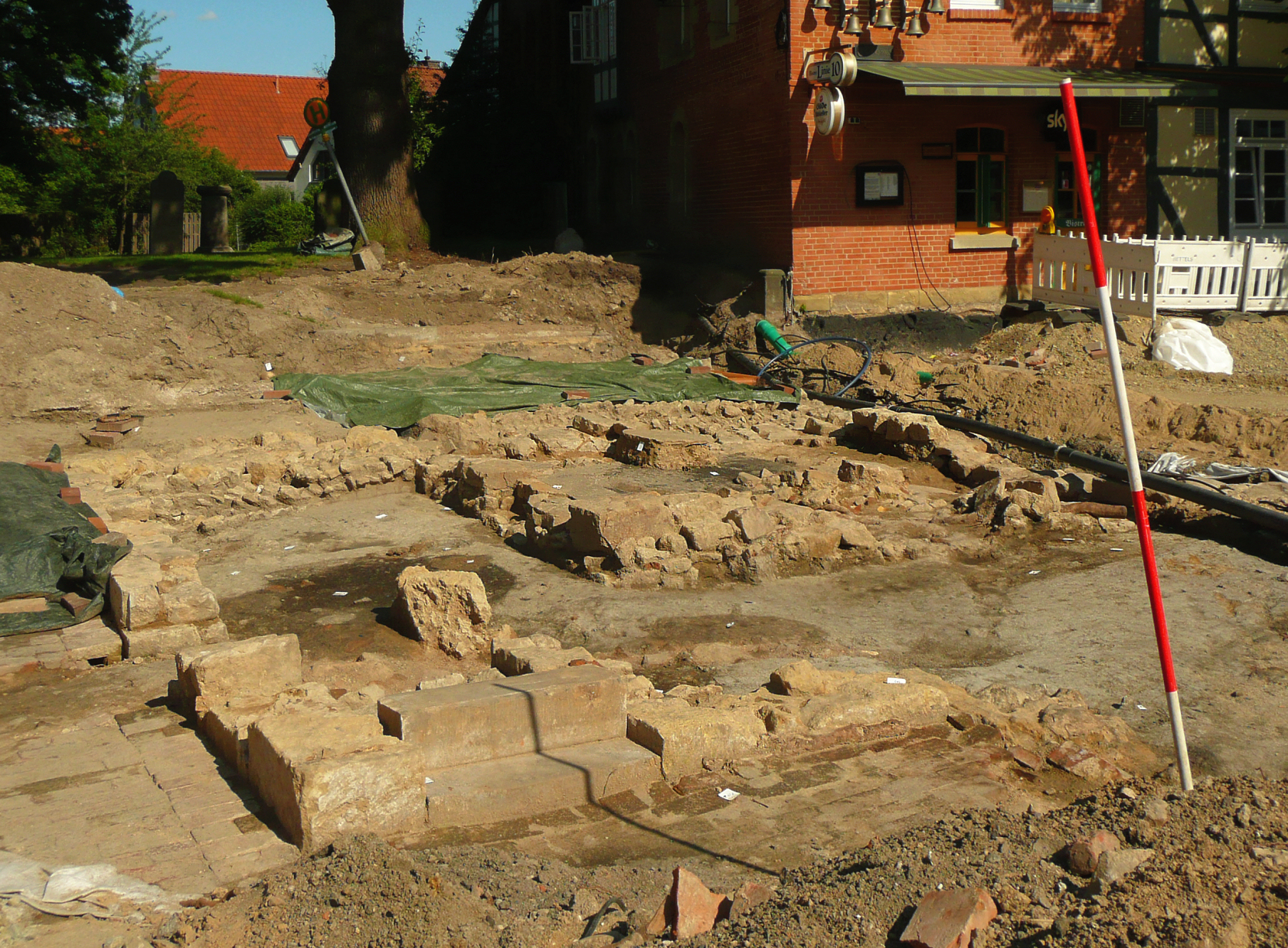
2020年に行われたマルクト広場の発掘の様子

その後1298年1月28日の文書で、シャウエンブルク＝ホルシュタイン伯アドルフ6世が領主として、フレッケン（大きな町を意味する）ゲールデン (oppidum nostrum) にインムニテート特権を与えた。彼は私有財産を放棄して代官権のみを保持するという方法で、集落が自由であることを表明し、ここに住んだ者や住もうとする者みなに安全と自由を与え、同時にここに住む農奴を解放した。この村は市場開催権、ビール醸造権、一定の裁判権、防衛施設の建設権を有した。これ以前の1250年頃すでにマルガレーテン教会が造られていた。2016年の考古学的調査によって、街の中心部には12世紀から継続的に人が住んでいたことが示された。新しい建物を建設するための発掘調査で中世の集落跡が発見された。防衛土塁、地下倉庫のある家、一部は年輪年代測定法によって年代が確定した木片を含む5つの泉が見つかっている。発見された粘土製の騎士像は14世紀のもので、子供の玩具であったと考えられている。2020年のマルクト広場の再開発工事では、マルガレーテン教会やシュタインヴェーク 25番地の家の近くから考古学的遺跡が発見された。砂岩が詰まった17世紀から19世紀の井戸、マルガレーテン教会の庭から31人分の遺骨片、近世の建物の基礎構造跡が見つかった。建物は1970年代に取り壊されたシャウマン邸あるいはそれに先行する建物の可能性がある。発掘を指導した考古学者ウーテ・バルテルトによれば、マルクト広場はかつて現在よりもかなり小さかった。
1467年、1562年、1628年、1665年にこの街は何度もフェーデや火災によって荒廃した。1803年から1815年にフランス軍やロシア軍が駐屯し、1812年にはナポレオンのロシア遠征のために兵士を提供しなければならなかった。

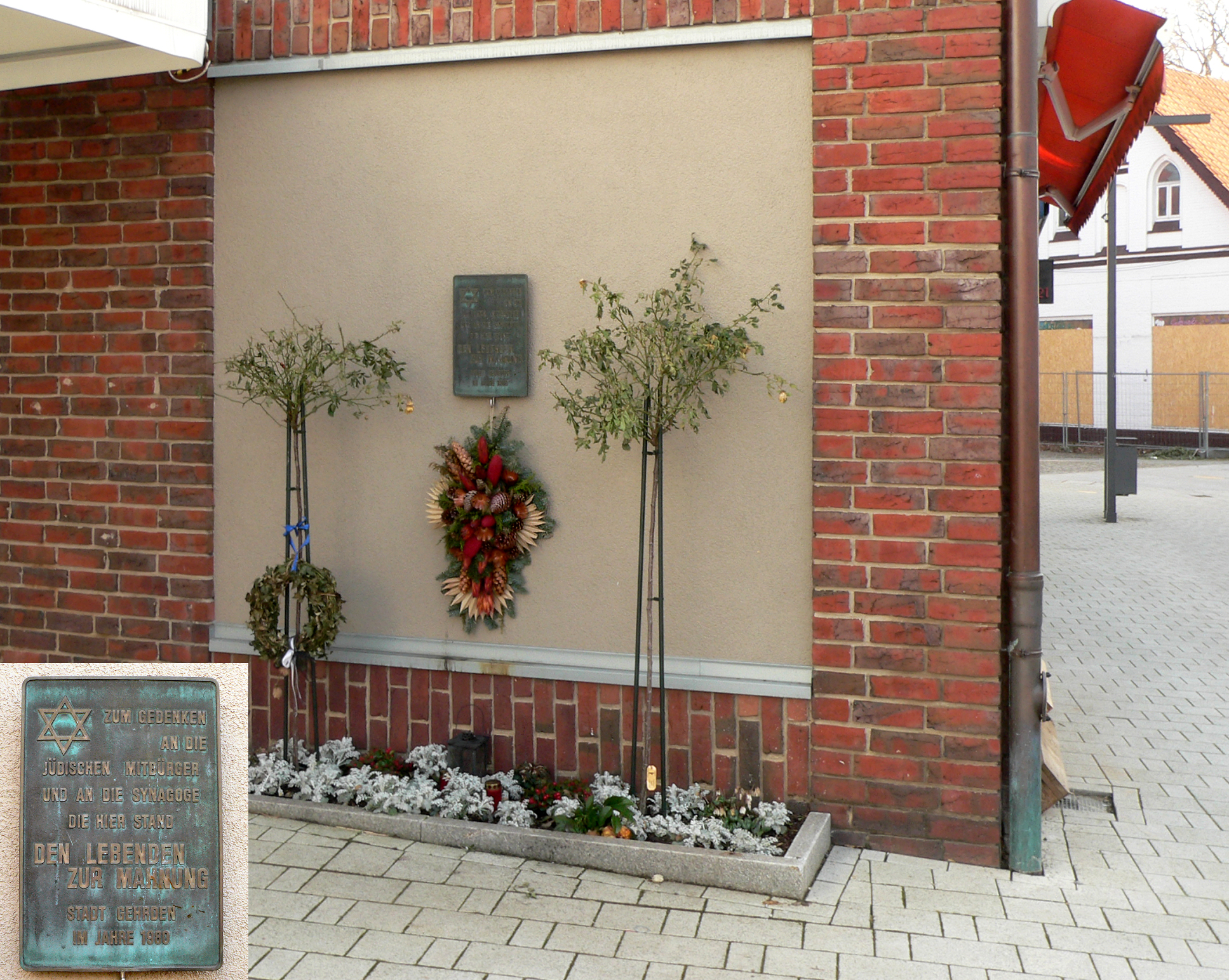
ゲールデンの旧シナゴーグの記念プレート

ゲールデンで最初のユダヤ人は18世紀初めに住み着いた。ゲールデン・シナゴーグ組織が形成され、グロース・ゴルテルン、ホーエンボステル、ランドリングハウゼン、ロネンベルク、ヴィニングハウゼン、さらに1871年からはエンペルデやホルテンゼンもこの組織に属した。ゲールデナー・ベルクのゲールデン・ユダヤ人墓地には1752年から1935年までの間の墓石が73基あり、初期のユダヤ住民を示している。新しい建物を建てるために1979年に取り壊されたかつてのシナゴーグの跡地には、これを示す記念プレートが掲げられている。
ゲールデンは1929年に都市権を与えられた。
ナチ時代末、1945年春にアメリカ軍によって解放される直前に、NSDAPの郡指導者ハインツ・ダイナートが「熱烈な突撃隊指導者にゲールデンで不確かな秩序を建て直すよう告げられた」と自称し、武装親衛隊司令官のカールハインツ・ショイと共同でフランス系ユダヤ人の強制労働者フェリックス・ピチェットを殺害した。
2004年12月31日までゲールデンはハノーファー行政管区に属したが、この日でニーダーザクセンの行政管区は廃止された。

### 市町村合併
1971年8月1日、周辺自治体のディッテルケ、エーヴァーロー、レンミー、レンテ、レーヴェステ、ノルテン、レッダーゼがゲールデンに合併した。

## 住民

### 人口推移
| 年   | 人口（人） | 出典          |
| ---- | ---------- | ------------- |
| 1823 | 0952       |               |
| 1824 | - 1)       | [ 21 ]        |
| 1848 | 1,185 2)   | [ 22 ]        |
| 1853 | 1,219      |               |
| 1883 | 1,506      |               |
| 1885 | 1,611      | [ 23 ]        |
| 1905 | 2,079      | [ 23 ]        |
| 1910 | 2,227      | [ 23 ] [ 24 ] |
| 1925 | 2,561      | [ 23 ]        |

| 年   | 人口（人） | 出典   |
| ---- | ---------- | ------ |
| 1933 | 02,663     | [ 23 ] |
| 1939 | 03,035     | [ 23 ] |
| 1950 | 04,898     | [ 25 ] |
| 1956 | 05,274     | [ 25 ] |
| 1961 | 06,053 3)  | [ 20 ] |
| 1970 | 08,367 4)  | [ 20 ] |
| 1973 | 12,707     | [ 26 ] |
| 1975 | 12,634 5)  | [ 27 ] |
| 1980 | 11,974 5)  | [ 27 ] |

| 年   | 人口（人） | 出典   |
| ---- | ---------- | ------ |
| 1985 | 12,444 5)  | [ 27 ] |
| 1990 | 12,705 5)  | [ 27 ] |
| 1995 | 14,395 5)  | [ 27 ] |
| 2000 | 14,730 5)  | [ 27 ] |
| 2005 | 14,850 5)  | [ 27 ] |
| 2010 | 14,502 5)  | [ 27 ] |
| 2015 | 14,624 5)  | [ 27 ] |
| 2019 | 14,962 5)  | [ 27 ] |

1) 131戸
2) 137軒
3) 人口調査結果（1971年に合併する市町村の合計は 9,983人）
4) 人口調査結果（1971年に合併する市町村の合計は 12,324人）
5) いずれも12月31日現在

### 宗教統計
2017年には住民の 39.4 %（2014年: 41.1 %）が福音主義＝ルター派を、12.1 %（2014年: 11.1 %）がローマ＝カトリックを信仰しており、48.2 %（2014年: 46.5 %） が他の宗教を信仰するか無信仰であった。2019年には、37.6%（2018年6月: 39.3 %）が福音主義、11.9 %（2018年: 12.0 %）がカトリックを信仰しており、50.5 %（2018年: 48.7 %）がこの2大キリスト教には属していなかった。

## 行政

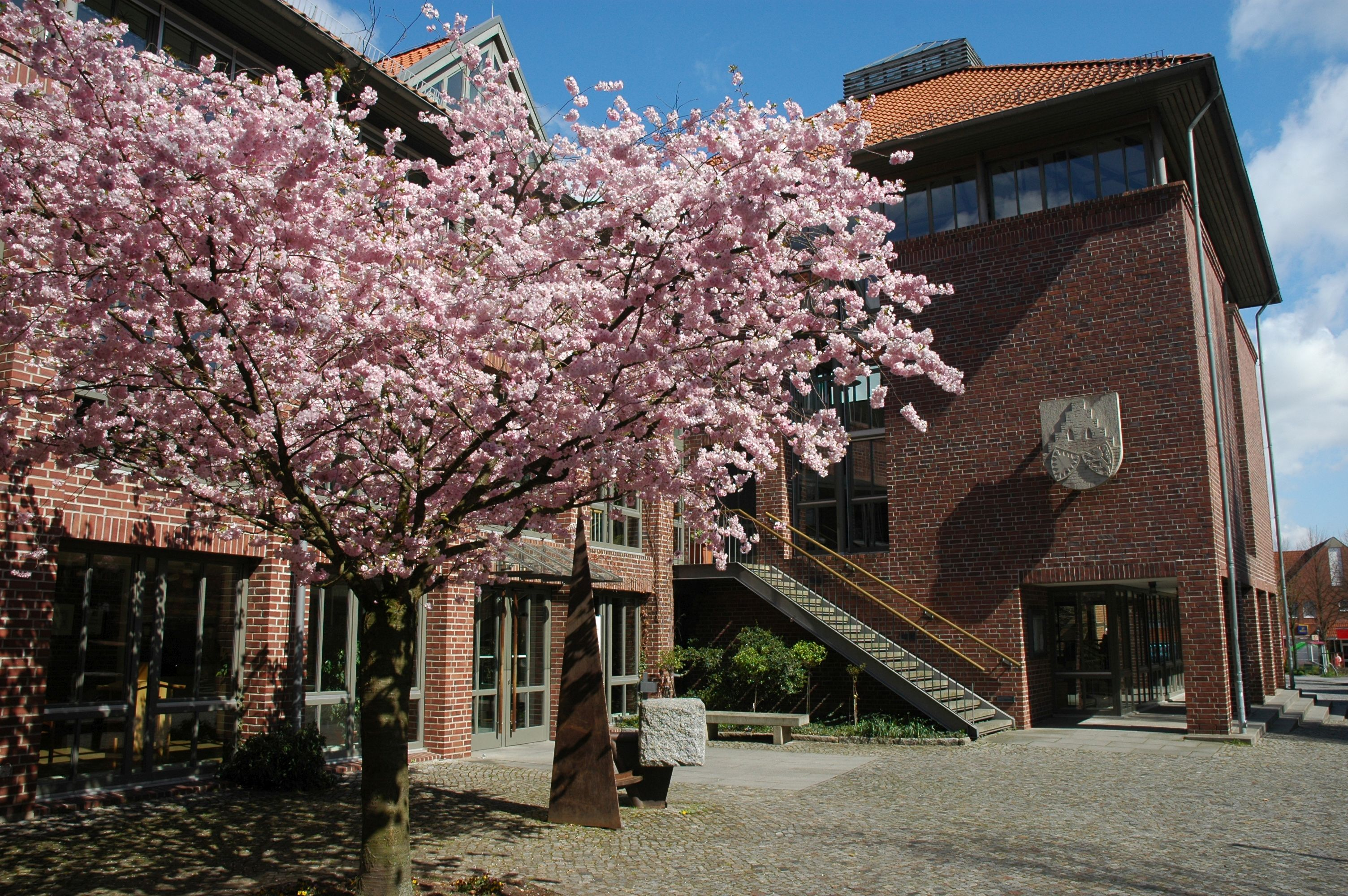
ゲールデン市庁舎

### 議会
ゲールデンの市議会は、28議席からなる。
この他に市長も投票権、議席権を有している。

### 首長
ゲールデン市の市長はマルテ・ロゼルト（無所属）である。マルテ・ロゼルトは、2022年10月9日の決選投票で、当時現職だったコルト・ミッテンドルフ (SPD) に勝利して市長に選出された。

### 地区議会
ゲールデン市の市区には9つの地区議会があり、合わせて47人の地区議会議員が存在する。

### 紋章
ゲールデンの紋章は、ハノーファー広域連合の紋章をデザインした紋章研究家でグラフィックデザイナーのアルフレート・ブレヒトによって創られた。
- 紋章の認可は、1961年4月26日にハノーファー行政管区長官によってなされた[8]。
- 1971年8月1日に法により新たに設置されたゲールデン市は、これまでの紋章を引き継ぐこととし、1984年2月22日にハノーファー郡によって認可された[8]。

図柄: 赤地に市教会の銀色の階段破風。紋章基部にシャウムブルク伯の紋章（赤地に銀のイラクサの葉）とヴェルフ公の紋章（青地に赤い爪と舌で威嚇する金の獅子）が描かれている。
紋章の由来: 1551年と1600年の印章には、マルガレーテン教会の教会塔がシンボルとして描かれている。中世には通常見られるような旗を掲げたデザインであったが、紋章の図柄には描かれなかった。ヴェルフ支配の象徴として、開かれた破風の窓にヒョウの頭が描かれていた。紋章研究家は、印章や歴史的事実に基づいて市議会に3つのデザインを提出し、議会は1961年3月9日に前述の紋章を採択した。

## 文化と見所

### 建築

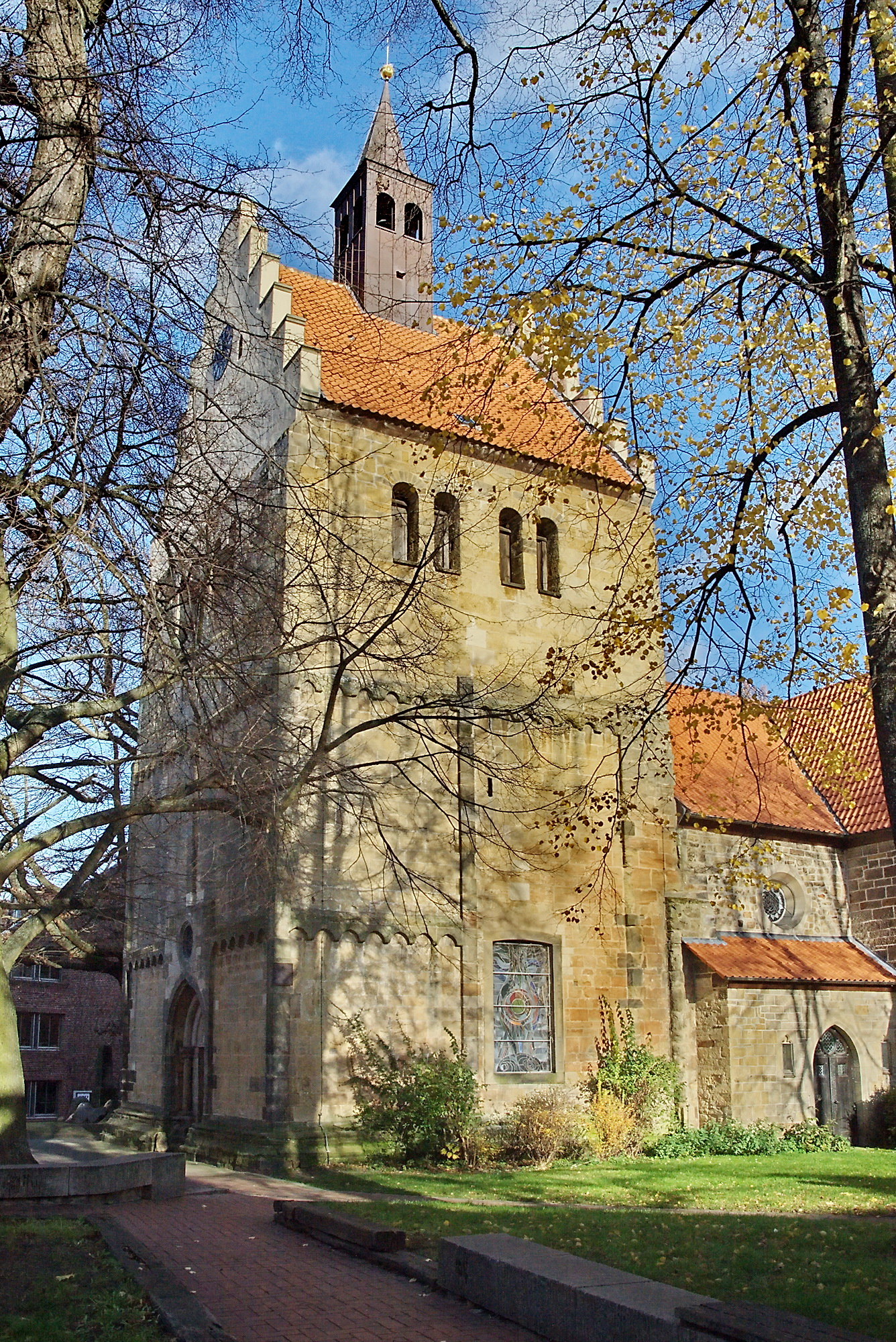
マルガレーテン教会

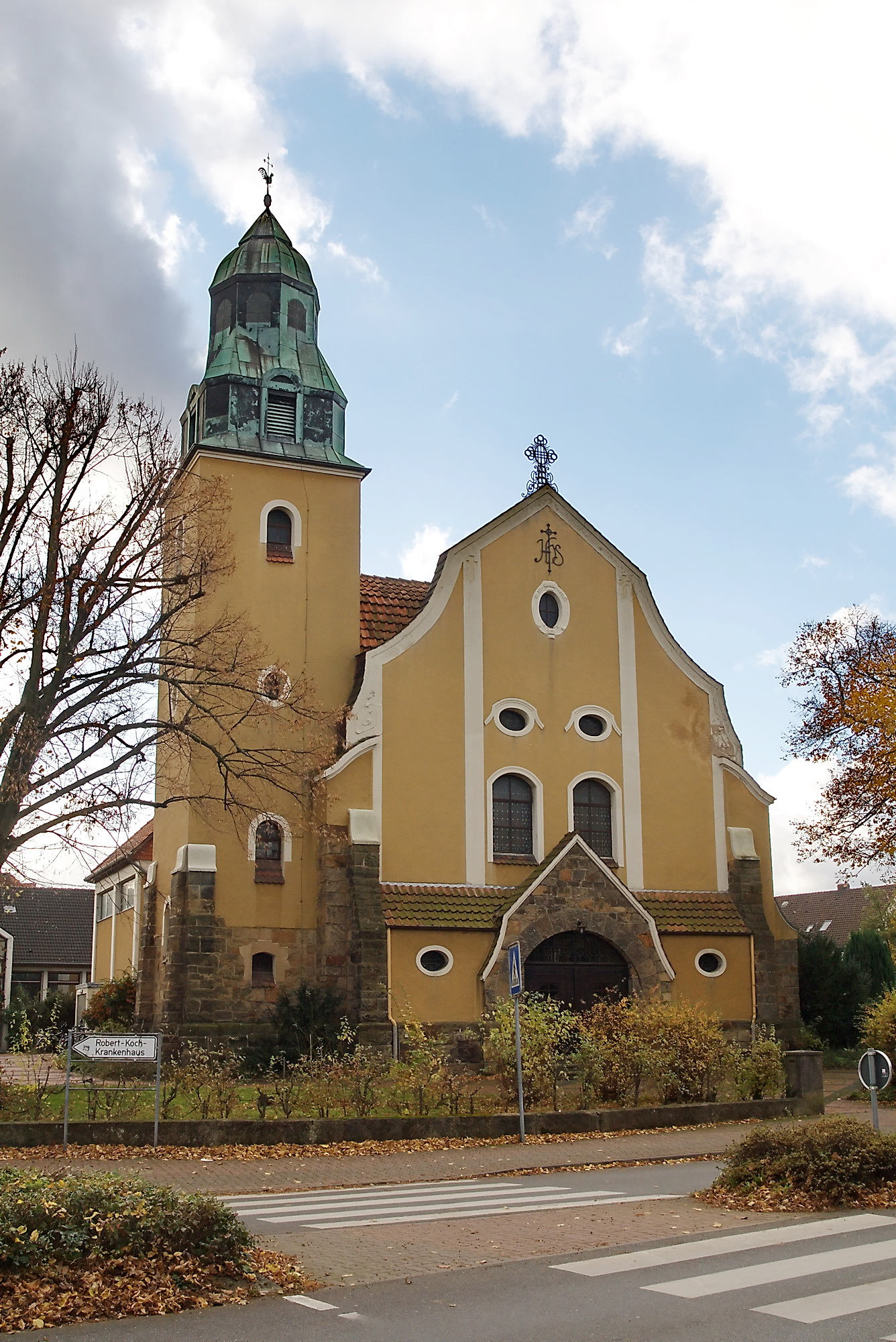
聖ボニファティウス教会

#### 教会
- キルヒ通り（直訳: 教会通り）に建つ宗教改革以後福音主義＝ルター派のマルガレーテン教会は、ゲールデンの歴史的な村の教会である。特徴的な階段破風を持つ塔（ドイツ語版、英語版）は、13世紀初めに建設され、500年以上前から街の印章に描かれており、現在も市の紋章にデザインされている。身廊は15世紀末に建設された。その教会組織はハノーファー管区のロネンベルク教会クライスに属している。ネッデルントーア幼稚園や、ディッテルケ、レンミー、レッダーゼの礼拝堂もこの教会に属している。
- 1911年にネオバロック様式（ドイツ語版、英語版）で建設されたカトリックの聖ボニファティウス教会は、ガルテン通りにある。この教会は1981年に拡張され、1992年にオルガンが設置された。その司祭区はバルジングハウゼンやヴェンニグセンのカトリック教会を包含し、ハノーファー首席司祭区に属す。
- ゲールデン新使徒教会（ドイツ語版、英語版）は廃止された。この教会はハノーファー＝ミッテ教会管区に属していた。グローセ・ベルク通り40番地の教会堂では、2011年3月末に最後の礼拝が行われた。1969年に建設されたこの教会堂は売却され、2012年に取り壊された。その跡地にはアパートが建設された。最寄りの新使徒教会は、8 km 離れたハノーファー＝バーデンシュテットにある。

#### その他の建築
- シュトルックマイヤーの風車は1878年にオランダ風車（ドイツ語版、英語版）としてケトナーベルクに建設された。それ以前は1729年に建設されたボック風車（ドイツ語版、英語版）があった。
- カレンベルガー・ラント（ドイツ語版、英語版）越しにダイスター（ドイツ語版、英語版）方面を望む歴史的なトリプシェ公園は、ハノーファーの造園責任者ユリウス・トリップによって1898年に完成した。この公園は1991年にハノーファー広域連合によって原型に戻された。公園内には1898年に完成し、1959年に取り壊されたベルクガストハウス・ニーダーザクセンがあった。
- ブルクベルク塔は1897/98年にゲールデナー・ベルクの環状土塁の中央に建設された。この展望塔は、高さ約 21 m で、その展望台の高さは海抜 176.69 m である。この塔は1985年にゲールデン市によって修復され展望塔として完成した。
- リッターグート・フランツブルク（直訳: フランツブルク騎士の館）は、1650年頃に建設された騎士の邸宅で、その主館は1967年に取り壊された。敷地の壁と門の一部だけが現存している。かつての庭園は、現在オットマール＝フォン＝レーデン＝パルクとして一般公開されており、文化財に指定されている。
- 1586年に最初の記録が遺されているラーツケラー・ゲールデン（直訳: ゲールデン議会倉庫）は、13世紀に建設されたマルガレーテン教会に次いでこの街で2番目に古い建造物である。
- 歴史的なビール醸造所は1665年の火災後に再建された建物で、1975年以後ゲールデン市立博物館が入居している。
- テュルムヘン（直訳: 小塔）は1910年に増築された消防署の消防ポンプ倉庫で、1976年以降旅館として利用されている。
- 市内には、1752年から1935年まで埋葬が行われていたユダヤ人墓地が存在する。
- ヴァルトシュレスヘン（直訳: 森の小城）は1898年頃に建てられたケトナーベルクのハイキング地であったが、1980年代末に取り壊された。
- ヒッシェン・フスは1825年に建設されたハレンハウス（ドイツ語版、英語版）（北ドイツの建築様式で、居住スペース、家畜スペース、倉庫が1つの屋根の下に存在している）で、長年ゲールデンの市長を務めたハインリヒ・ヒッシェにちなんで名付けられた。

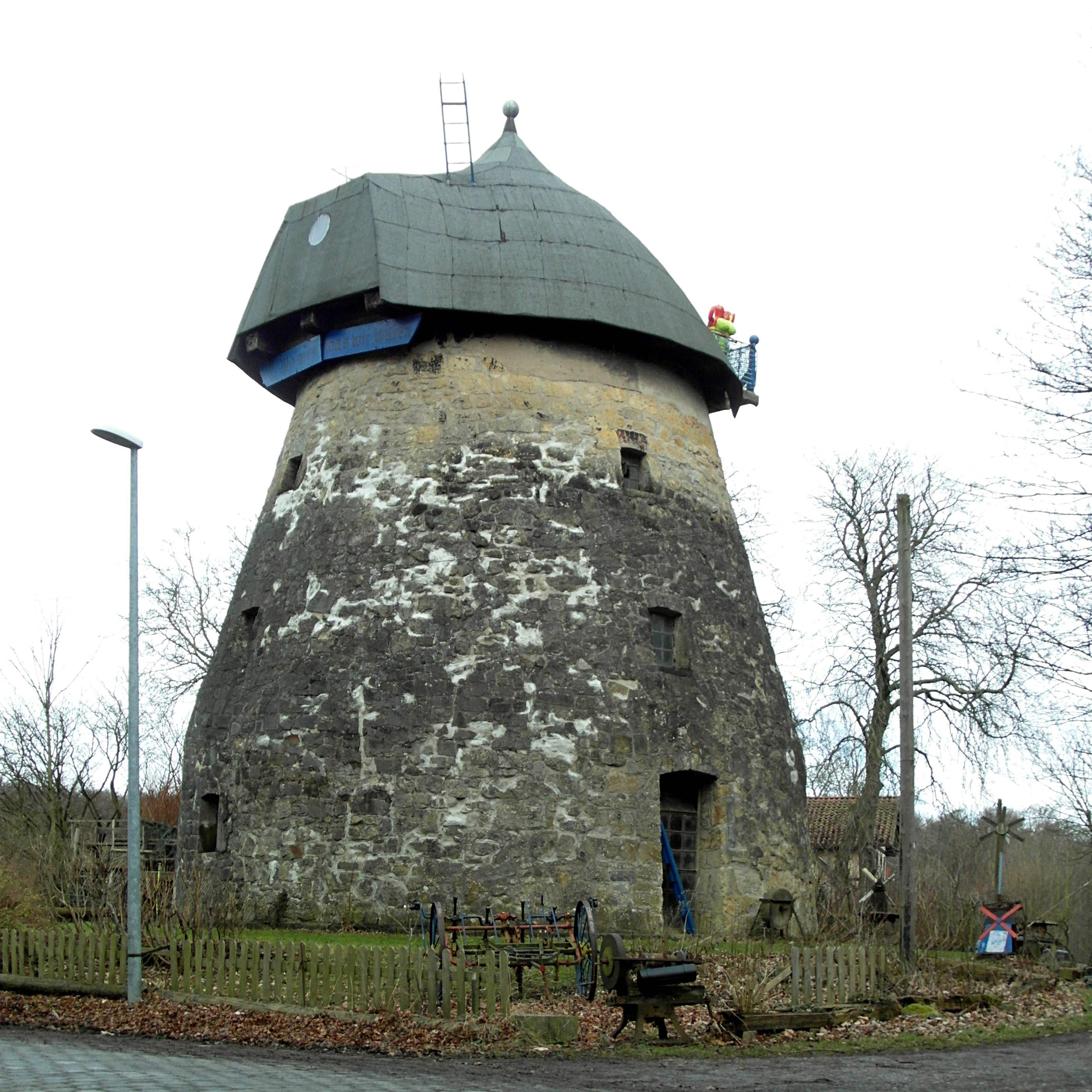
シュトルックマイヤーの風車
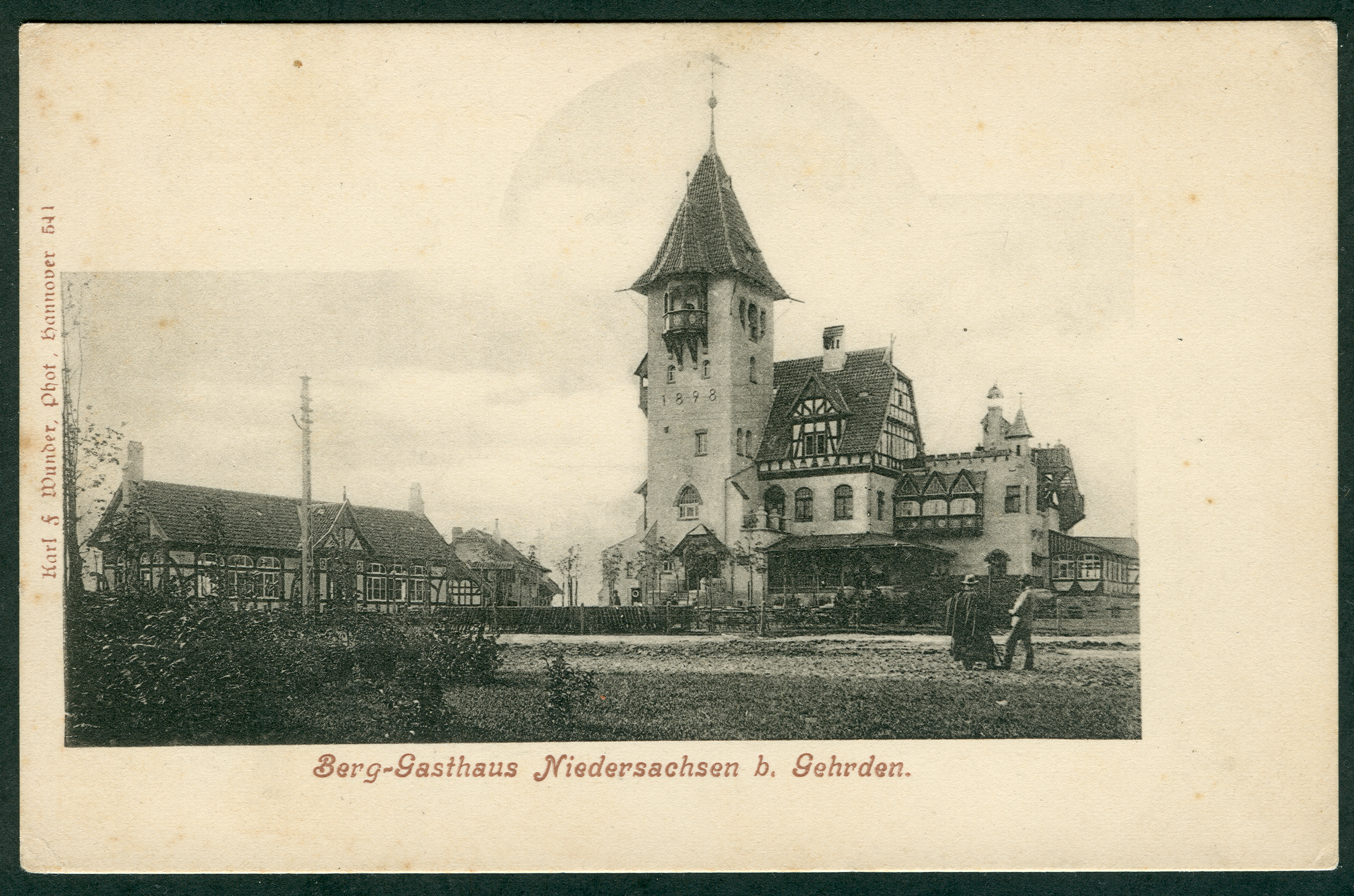
1959年に取り壊されたベルクガストハウス・ニーダーザクセン（1898年頃撮影）
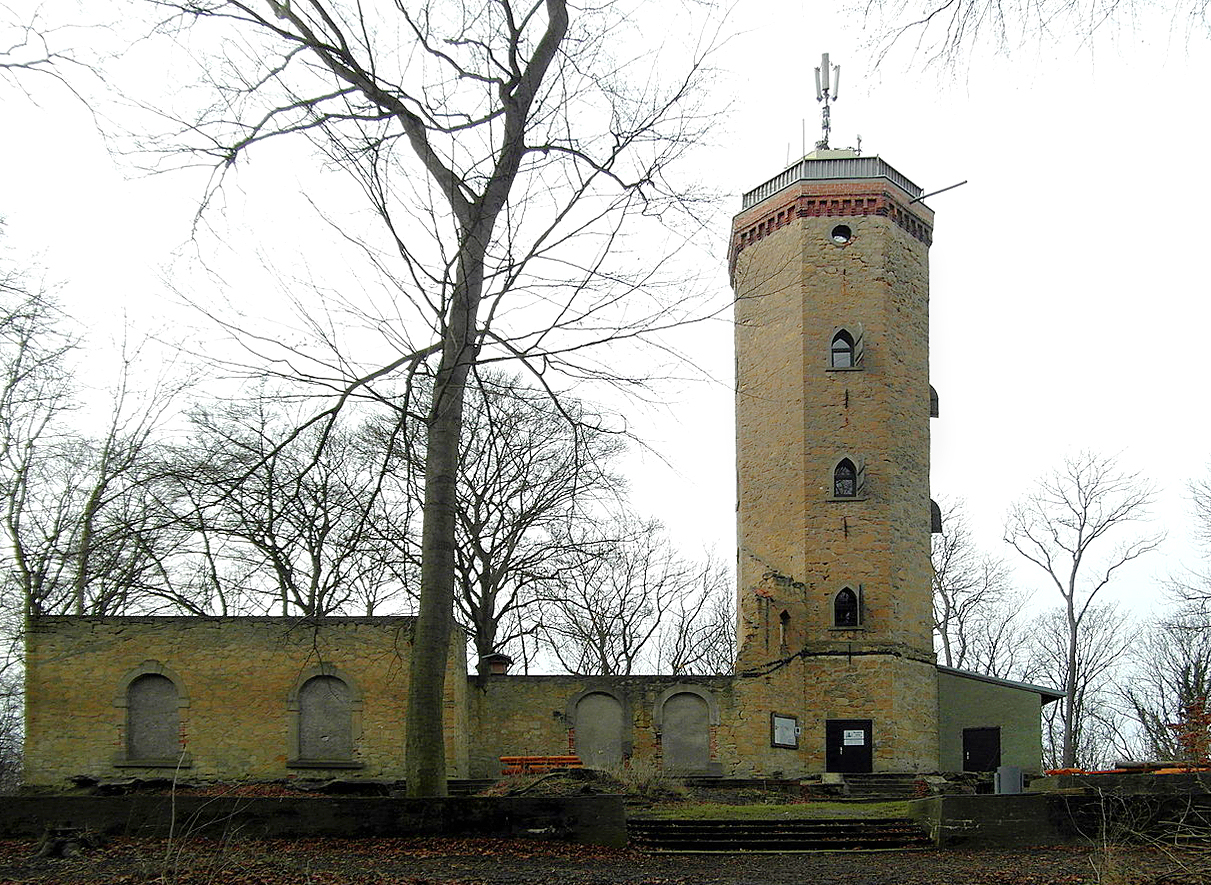
ブルクベルク塔
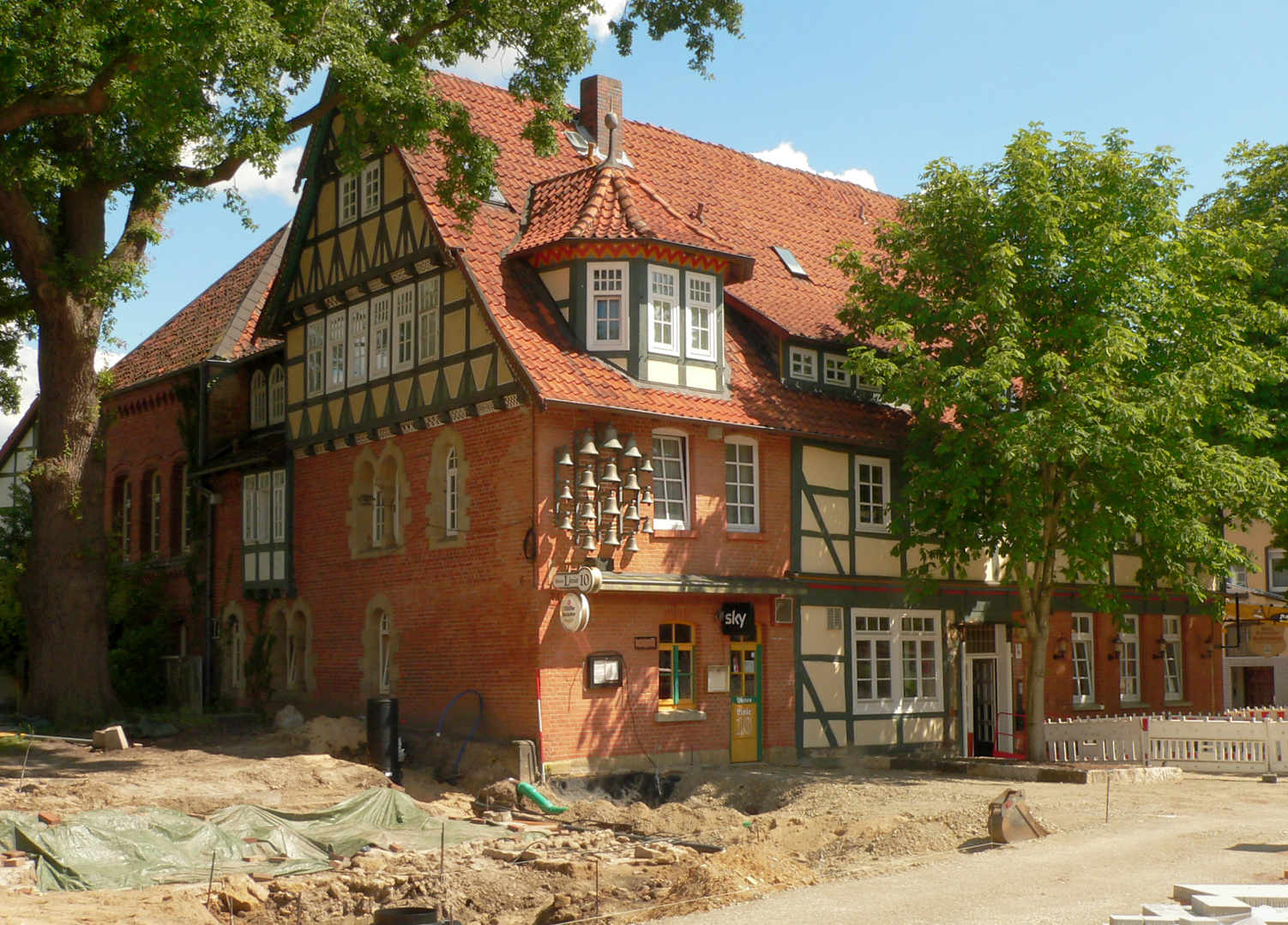
ラーツケラー・ゲールデン
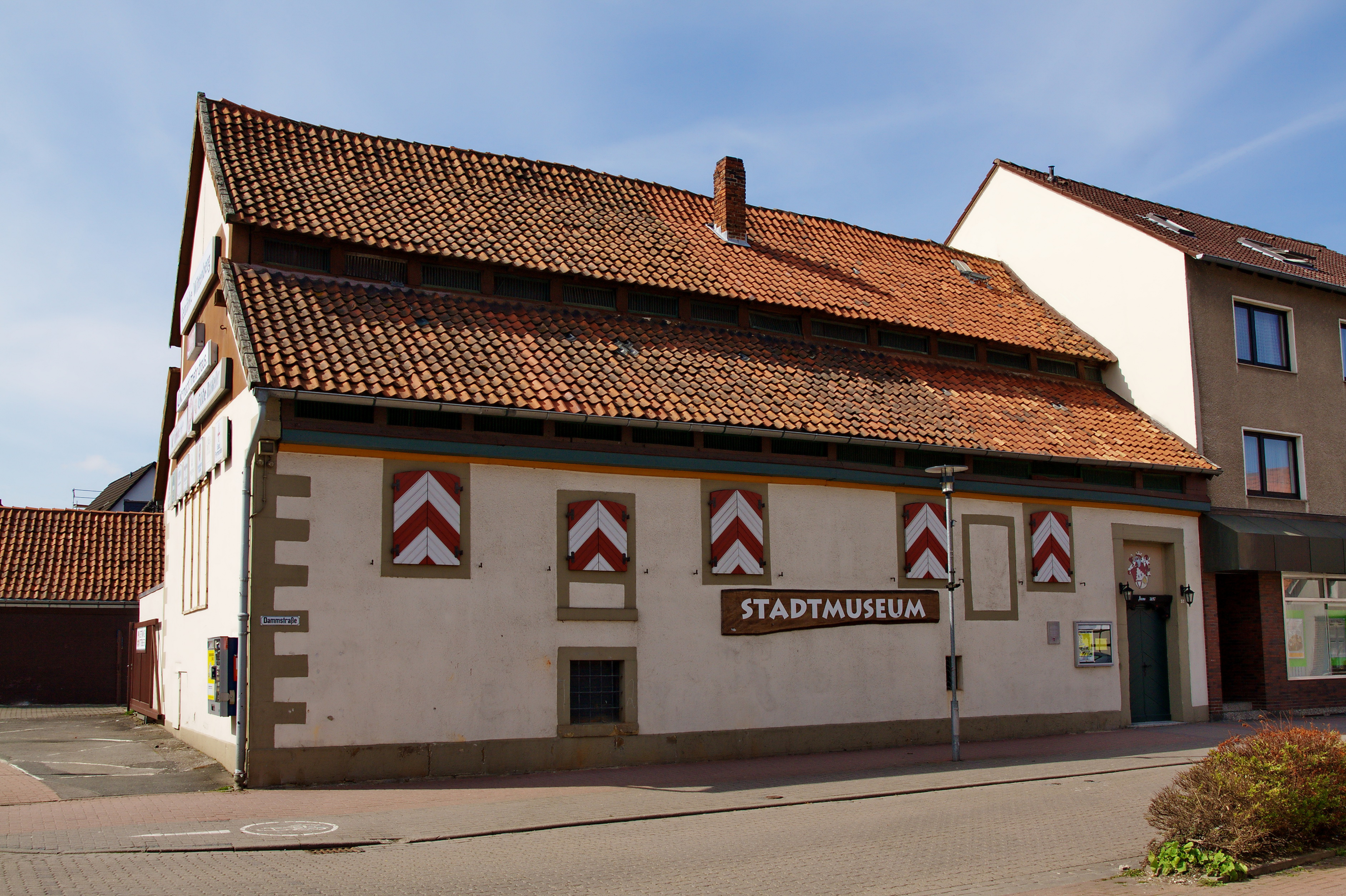
ゲールデン市立博物館が入居する旧ビール醸造所
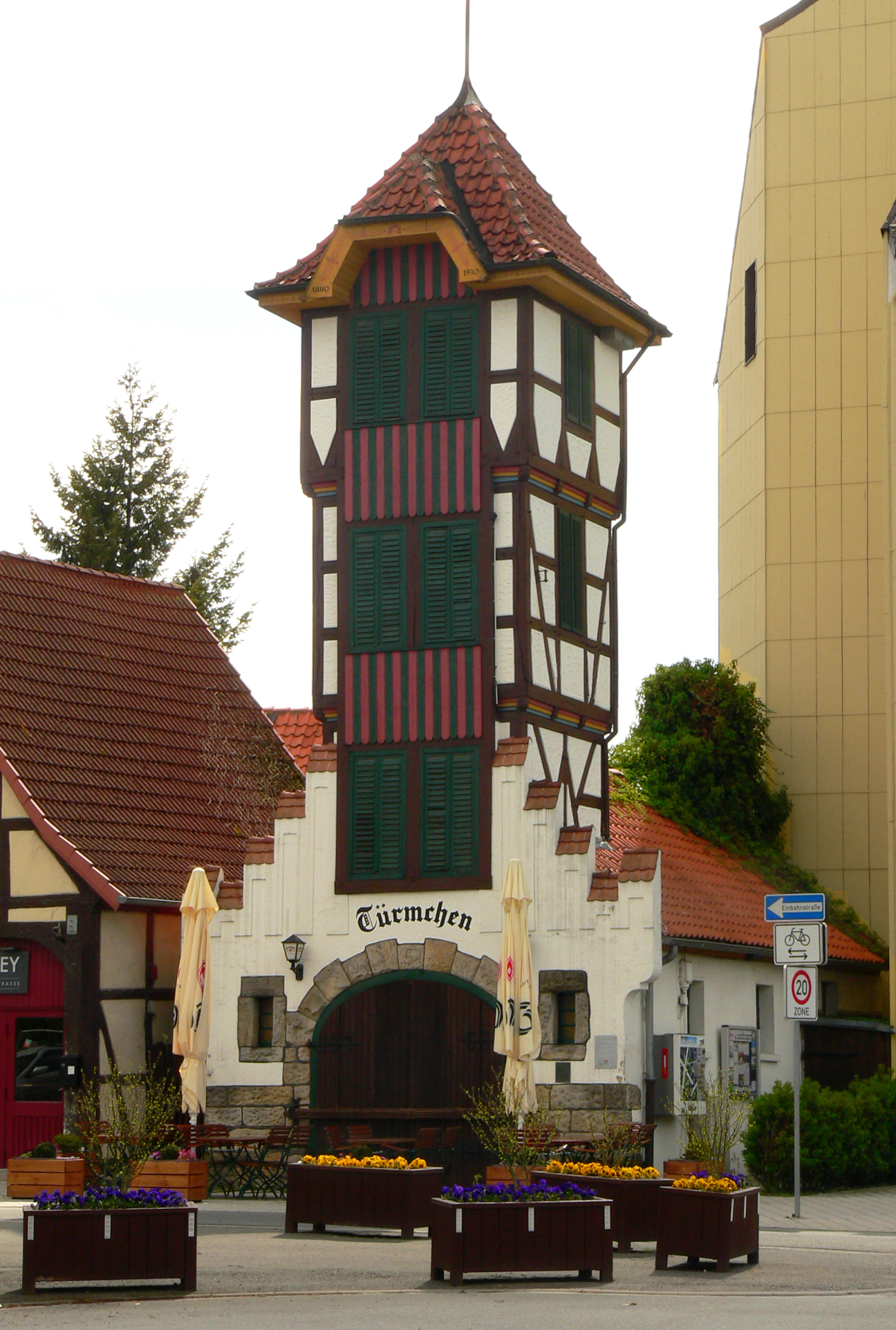
テュルムヘン
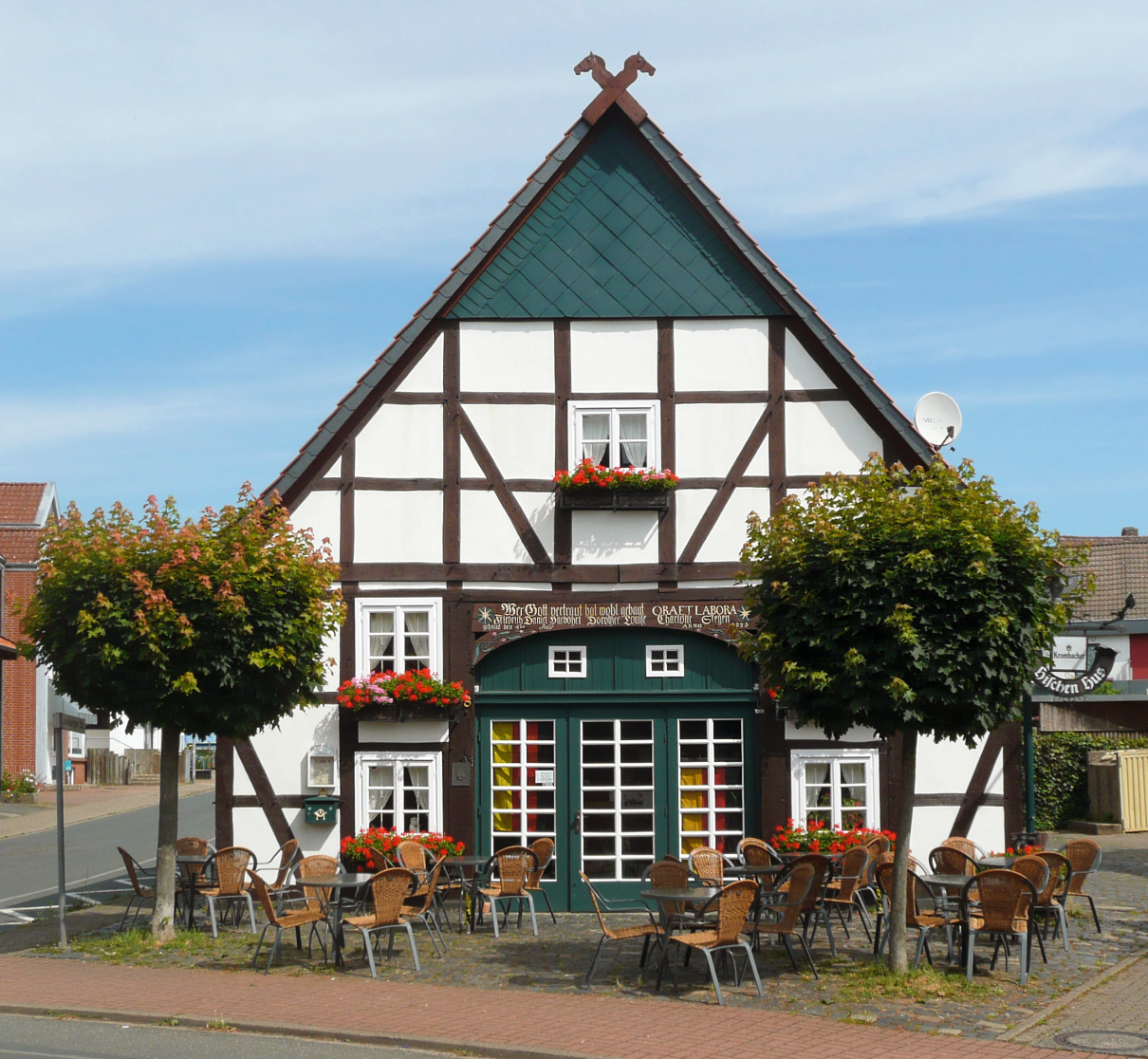
ヒッシェン・フス

### クラブ・団体
- ドイツ社会民主党 (SPD) の地方グループは、ゲールデンで最初に結成された政党グループである。
- ゲールデン芸術協会は、ゲールデンの芸術に興味を持つ市民によって、現代芸術と芸術家の支援を目的に、1992年に結成された。この協会は毎年展覧会を開催している。芸術協会の本部はゲールデン市庁舎内にある。

### スポーツ
シュポルトフェライン・ゲールデンは1900年に結成された2,200人の会員を擁するゲールデン最大のクラブである。1. ゴルフクラブ・ゲールデンは2011年に発足した。その目的はゴルフ場をゲールデンに造ることであった。2014年現在会員数250人のこのクラブはこの街の大きなクラブの1つである。街の中心部に、屋内プールと屋外プールの複合施設「デルフィ＝バート」がある。

## 経済と社会資本

### 企業
1872年からゼーマン・レンガ工場が、ゲールデナー・ベルクの粘土およびローム採掘を行っていた。
1857年から1920年まで製糖工場が稼働していた。市域内に後の「フォアヴェルク」絨毯工場が建設されたが、1985年にハーメルンに移転した。
ハルツヴァッサーヴェルクによってブレーメンへの上水道が建設されたことで、ゲールデンでは1934年に集中的な給水が行われるようになった。

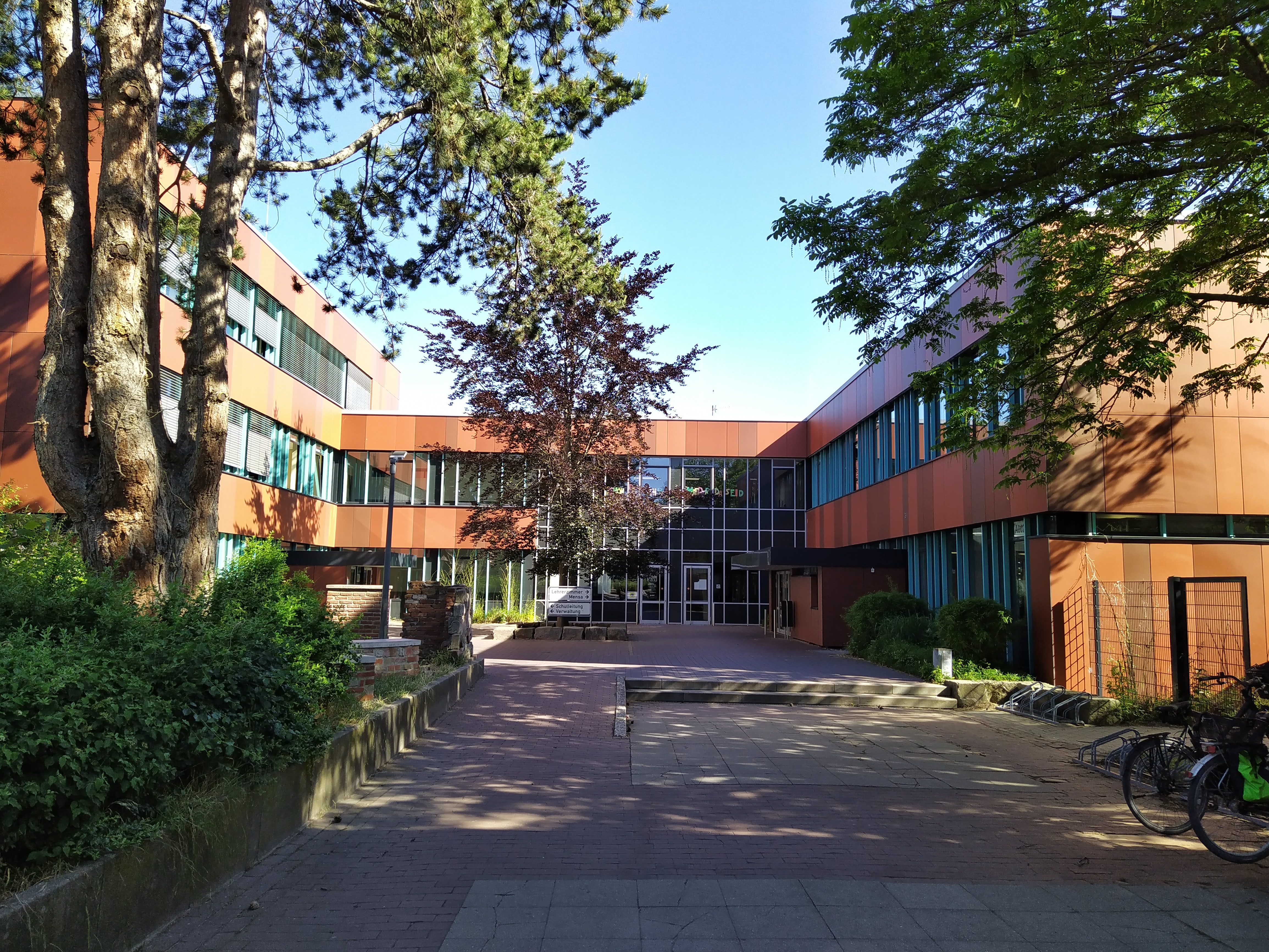
オーバーシューレ・ゲールデン

### 教育
- 幼稚園は、市立が8園、教会が運営する施設が1園ある。
- 中核市区にはアム・カストルム基礎課程学校とアム・ランゲン・フェルト基礎課程学校がある。
- ゲールデン屋内・屋外プールの近くに、2011/12年の学期から第10学年までのギムナジウム課程（ゼクンダーシュトゥーフェ I）を有するオーバーシューレ・ゲールデンがある。
- ブルクベルクの東麓にギムナジウム・オーバーシュトゥーフェを有するマティアス＝クラウディウス＝ギムナジウムがある。
- 目的連合カレンベルガー・ラント市民大学はバルジングハウゼン、ゲールデン、ロネンベルク、ゼールツェ、シュプリンゲ、ヴェンニグセンの住民を対象としており、ゲールデンでは旧「ローテン・シューレ」に教室と事務所を置いている。
- カレンベルガー音楽学校は、ゲールデンのオーバーシューレ・ゲールデンに本部を置いており、ゲールデン、ロネンベルク、バルジングハウゼンから約1,000人が在籍している。
- ゲールデン青年保護会は、青年の家キンデルンと青年活動・保護プログラムを実施している。

### 交通
ミンデンからヒルデスハイムに向かう中世の街道ヘルヴェークがゲールデンの市域を通っていた。現在は連邦道B65号線が市の北部を東から西に向かって通っており、エーヴァーロー地区とディッテルケ地区がこれに面している。市域のわずか数km 東側を連邦道B217号線がかすめている。
シュトラーセンバーン・ハノーファー AG（直訳: ハノーファー路面電車 AG、1921年からは ÜSTRA と改名）は、1898年にゲールデンに至る路面電車10号線（1899年以降はバルジングハウゼンまで）を開通させた。これに伴い、ゲールデン駅とゲールデン駅前レストランが街の中心に造られた。路面電車の建設は街に経済的飛躍をもたらした。これにより電力網に接続したためである。路面電車は乗客の他に石炭、野菜、その他の商品、さらにはノイヴェルク製糖工場からの砂糖をハノーファーに輸送した。バルジングハウゼンまでの旅客輸送は1952年7月27日に、貨物輸送も1953年11月30日に廃止された。1961年7月3日にはハノーファーからゲールデンまでの路線も廃止され、バス輸送に振り替えられた。
現在ゲールデンとハノーファーは、ハノーファー中央バスターミナル行きのバス路線で結ばれている。その他、ローカルバス路線がゲールデンから近隣地域に向かって運行している。

## 人物

### 出身者
- ヴェルナー・フォン・ジーメンス（1816年 - 1892年）発明家。シーメンス創業者。
- ヴォルフガング・クライシヒ（ドイツ語版、英語版）（1970年 - ）走高跳選手
- クリスティアン・パンペル（ドイツ語版、英語版）（1979年 - ）バレーボール選手
- ニルス・プフィングステン＝レディヒ（1982年 - ）サッカー選手
- クリスティン・デーマン（ドイツ語版、英語版）（1993年 - ）女子サッカー選手
- ヘンドリック・ヴァイダント（1995年 - ）サッカー選手
- ジェイミー＝リー・クリーヴィッツ（ドイツ語版、英語版）（1998年 - ）ポップ歌手

### ゆかりの人物
- ヴェルナー・ロイク（ドイツ語版、英語版）（1931年 - 2014年）陸上競技選手。1952年ヘルシンキオリンピック 1500 m 銅メダリスト。ゲールデンで亡くなった。
- マリア・シュラーダー（1965年 - ）女優、脚本家、映画監督。マティアス＝クラウディイウス＝ギムナジウムで学んだ。
- グリシャ・ニールマン（ドイツ語版、英語版）（1975年 - ）自転車競技選手。ゲールデン在住。

## 関連図書
- Werner Fuetterer (1991). Gehrden – Vom Flecken zur Großgemeinde. Gehrden
- Gerold Steinhorst (1998). Gehrdener Straßennamen. Gehrden
- Martina Grohmann (1994). Gehrden – Aspekte der Ortsgeschichte. Gehrden
- August Kageler (1950). Gehrden. Entwicklung und Schicksale einer Calenbergischen Kleinstadt. Gehrden